# 勃氏尖條鰍
勃氏尖條鰍（學名：Oxynoemacheilus brandtii），為輻鰭魚綱鯉形目條鰍科尖條鰍屬的其中一種。分布於亞洲亞美尼亞、亞塞拜然、伊朗及土耳其淡水流域，體長可達6.6公分，棲息在礫石底質的溪流中間的淺灘和急流底層水域，生活習性不明。

## 扩展阅读
維基物種上的相關：勃氏尖條鰍